# Zygodontomys brevicauda
Zygodontomys brevicauda és una espècie de mamífer rosegador de la família dels cricètids. Viu al Brasil, Colòmbia, Costa Rica, la Guaiana Francesa, Guyana, Panamà, Surinam, Trinitat i Tobago i Veneçuela. Es tracta d'un animal nocturn que s'alimenta de llavors, fruita i les parts verdes de les plantes. Els seus hàbitats naturals són els herbassars, les clarianes, els aiguamolls, la vegetació secundària i els camps de conreu. És una espècie en risc mínim, és a dir, no sembla que hi hagi cap amenaça significativa per a la seva supervivència.